# Footix

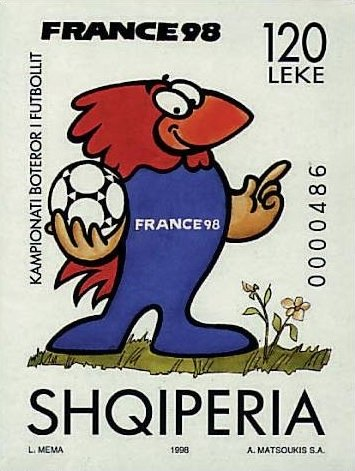
Abbildung von Footix auf einer albanischen Briefmarke (1998)

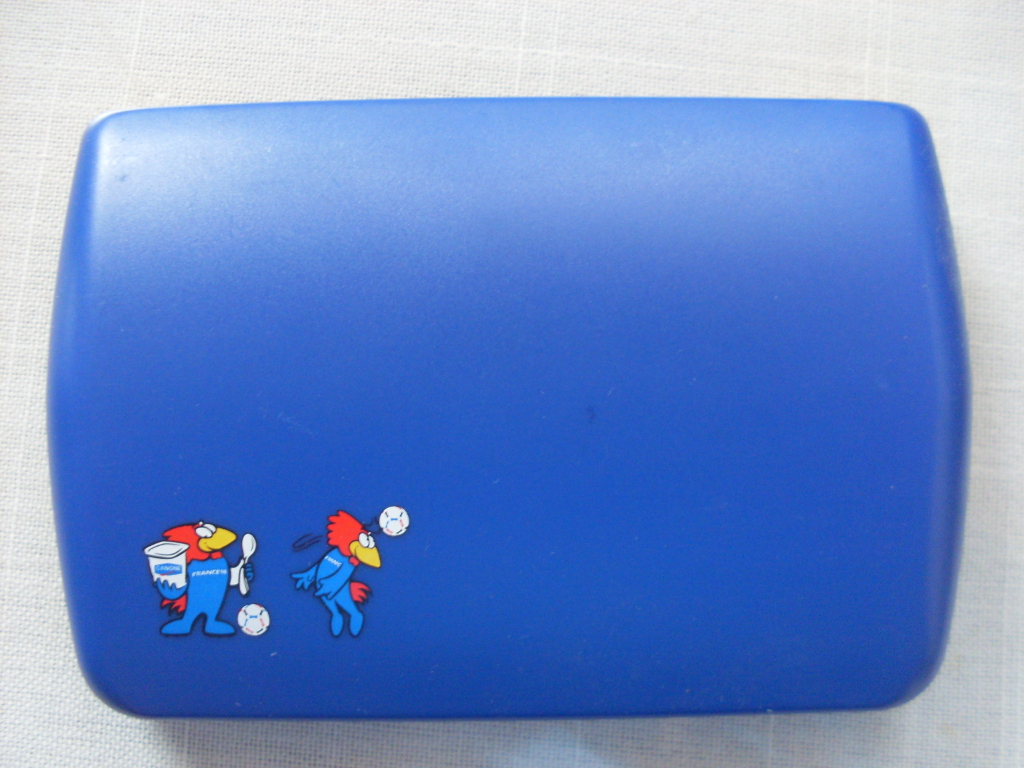
Abbildungen von Footix auf einem Handheld

Footix war das offizielle Maskottchen der Fußball-Weltmeisterschaft 1998 in Frankreich. Als Zeichentrickfigur stellt es einen blauen Hahn mit einem roten Kamm dar, der menschenähnliche Züge aufweist. Nach der vom Gastgeber gewonnenen Weltmeisterschaft entwickelte sich der Begriff Footix in Frankreich  zur abwertenden Bezeichnung für Fans, deren Fußballinteresse erst durch die WM entstand.

## Entstehung und Vermarktung
Das Design für Footix entwickelte Fabrice Pialot 1996 für die Agentur Dragon Rouge, die sich in der Ausschreibung des Organisationskomitees gegen fünf Mitbewerber durchsetzte. Pialot erklärte, er habe die Gestaltung der Figur vor allem auf Kinder ausgerichtet, die das Maskottchen leicht nachzeichnen können sollten. Um den Werbeerfolg abzusichern, wurden die Sympathie- und die Identifikationswerte der Maskottchenentwürfe in mehreren Umfragen ermittelt. Auch die Festlegung auf den Namen Footix war das Ergebnis einer Minitel- und Telefonumfrage, an der sich im November 1996 knapp 19.000 Menschen beteiligten. Unter fünf zuvor ausgewählten Alternativen – die im Hinblick auf internationale Aussprechbarkeit und Originalität die Kriterien des Organisationskomitees erfüllten – setzte sich Footix mit 47 % der Stimmen durch.
Bereits vor seiner Benennung wurde das Maskottchen am 18. Mai 1996 in der Sendung Les Années tubes des französischen Fernsehsenders TF1 erstmals öffentlich vorgestellt. In der Folge trat Footix, verkörpert durch den kostümierten Marionettisten Régis Fassier, bis zur Weltmeisterschaft unter anderem bei Fußballspielen und bei der Gruppenauslosung für die Weltmeisterschaft in Erscheinung. Außerdem wurde die Figur auf Lebensmittelverpackungen und als Sammlerstücken konzipierten Gegenständen wie Schlüsselanhängern und Pins abgebildet. Zwei Monate vor Beginn der Weltmeisterschaft, im April 1998, erreichte Footix gemäß einer Umfrage eine Bekanntheit von 23 % in Frankreich.

## Bedeutung
Die Darstellung von Footix als gallischer Hahn soll die französische Identität und Geschichte repräsentieren und wurde vom Organisationskomitee als „natürliche Wahl“ betrachtet. Bei dem Namen Footix schwingen die Namen der populären Comicfiguren Asterix und Obelix sowie des gallischen Fürsten Vercingetorix mit. Beobachter machten in Footix eine bedeutende Verkörperung des französischen „Asterix-Komplexes“ aus. Dieser liege darin, dass die Franzosen ihre Fußballnationalmannschaft – insbesondere nach den WM-Halbfinalniederlagen gegen die Bundesrepublik Deutschland 1982 und 1986 – als „ewigen Zweiten, nicht ganz zu den Großen gehörend“ angesehen hätten. Ferner habe Footix durch den Bezug auf die Symbolik der Gallier dazu beigetragen, den Mythos einer klar zu bestimmenden französischen Identität mit keltischen Ursprüngen zu stärken.

## Rezeption
Die öffentlichen Auftritte von Footix im Vorfeld der Weltmeisterschaft stießen auf mehrheitlich negative Rückmeldungen. Während der WM wurde er nicht im Stadion eingesetzt. Régis Fassier, der die Figur im Kostüm verkörperte, beklagte in der Folge eine in Frankreich (im Gegensatz zu den angelsächsischen Ländern) fehlende Maskottchenkultur.
Nach dem 3:0-Finalsieg des Gastgebers über das brasilianische Team gewann Fußball in Frankreich an Popularität. Altgediente Anhänger der Nationalmannschaft sahen die neuen, mutmaßlich weniger kenntnisreichen Fans als Mitläufer und bezeichneten sie als Footix. Der Begriff etablierte sich als Beleidigung im französischen Sportslang und nahm dabei eine breitere Bedeutung an, die auch etwa solche Fans umfasst, die ausschließlich erfolgreiche Vereine unterstützen.
Ettie, das Maskottchen der Fußball-Weltmeisterschaft der Frauen 2019, wurde der Öffentlichkeit im Mai 2018 als Footix’ „Tochter“ vorgestellt.